# Денисята (Пермский район)
Денисята — деревня в Пермском районе Пермского края. Входит в состав Култаевского сельского поселения.

## Географическое положение
Расположена на левом берегу малой реки Оленёвка (приток реки Кама), к северо-западу от административного центра поселения, села Култаево.

## Население
| 2010 |
| ---- |
| 5    |

## Улицы
- Деревенская ул.

## Топографические карты
- Лист карты O-40-76 Юго-камский. Масштаб: 1 : 100 000. Состояние местности на 1983 год. Издание 1984 г.